# Nomada edwardsii
Nomada edwardsii är en biart som beskrevs av Cresson 1878. Nomada edwardsii ingår i släktet gökbin, och familjen långtungebin.

## Underarter
Arten delas in i följande underarter:
- N. e. edwardsii
- N. e. vinnula